# Colin Chapman
Anthony Colin Bruce Chapman CBE (Londres, Surrey, Londres, Inglaterra, Reino Unido; 19 de mayo de 1928-Norwich, Norfolk, Londres, Inglaterra, Reino Unido; 16 de diciembre de 1982) fue un diseñador, inventor y constructor en la industria del automóvil.
En 1952 fundó Lotus Cars, que es una compañía de automóviles deportivos. Estudió ingeniería estructural en la University College de Londres, donde se integró a la University Air Squadron y allí aprendió a volar. Después de su graduación, lograda probablemente en 1954, se unió por un corto tiempo a la Fuerza Aérea Real. Sus conocimientos de las últimas técnicas de la ingeniería aeronáutica fueron vitales para alcanzar las mejores técnicas automovilísticas, por las cuales será recordado. Su equipo Team Lotus ganó 7 Campeonatos Mundiales de Fórmula 1 y las 500 millas de Indianápolis entre 1962 y 1978. La línea de producción de Lotus Cars fue de varios cientos de vehículos. Lotus fue uno de los grandes constructores de vehículos deportivos después de la decadencia industrial de los años 1970. Sus coches siempre empleaban motores de solo 4 cilindros en línea, con potencias inferiores a la competencia. Pero con ligerísimos chasis y carrocerías y suspensiones muy afinadas, conseguían prestaciones muy elevadas. Chapman falleció a los 54 años de edad víctima de un ataque cardíaco.
Cabe destacar que en 1966, Chapman convenció a Ford de respaldar el proyecto Cosworth sobre un motor V8 de 3 litros que acabaría convirtiéndose en el exitoso DFV.
Entre sus adelantos para el automóvil, podemos citar:
- Coches con efecto suelo.
- Suspensiones traseras de Fórmula 1 ancladas directamente a la caja de cambios. Evitaba el uso de un chasis posterior.
- Chasis de túnel central: Los coches con este tipo de chasis tenían una viga central entre los 2 asientos, muy rígida, sencilla y ligera.
- Suspensiones activas.
- Un auto con doble chasis (Lotus 88) que al final nunca estuvo en carrera.

Cabe destacar que iba disputar el Gran Premio de Francia de 1956 en un Vanwall aunque nunca corrió debido a un accidente en las prácticas.
Chapman también estuvo involucrado con el empresario John DeLorean, en su desarrollo de un coche deportivo de acero inoxidable, el DMC DeLorean, que se produjo en una fábrica en Irlanda del Norte con el apoyo del gobierno británico. Chapman murió antes de que se descubriera el engaño de DeLorean hacia el gobierno británico sobre la desaparición de 10 millones de libras, y si no hubiera muerto habría sido condenado a un mínimo de 10 años.

## Resultados

### Fórmula 1
| Año  | Escudería                | 1   | 2   | 3   | 4   | 5       | 6   | 7   | 8   | Pos. | Puntos |
| ---- | ------------------------ | --- | --- | --- | --- | ------- | --- | --- | --- | ---- | ------ |
| 1956 | Vandervell Products Ltd. | ARG | MON | 500 | BEL | FRA DNS | GBR | GER | ITA | NC   | 0      |